# Aphisit Nusonsala
Aphisit Nusonsala (thailändisch อภิสิทธิ์ นุสนสาลา; * 29. Juni 1996) ist ein thailändischer Fußballspieler.

## Karriere
Aphisit Nusonsala steht seit Mitte 2021 beim Rasisalai United FC. 2022 spielte er mit dem Verein aus der Provinz Sisaket in der vierten Liga. Am Saisonende stieg man in die dritte Liga auf. Hier trat man in der North/Eastern Region an. Am Ende der Saison 2024/25 feierte er mit Rasisalai die Meisterschaft der Region sowie den anschließenden Aufstieg in die zweite Liga. Sein Zweitligadebüt gab Nusonsala  am 17. August 2025 (1. Spieltag) im Heimspiel gegen den Erstligaabsteiger Nongbua Pitchaya FC. Bei dem 3:2-Heimerfolg stand er in der Startelf und spielte die kompletten 90 Minuten.

## Erfolge
Rasisalai United FC
- Thai League 3 – North/East: 2024/25  ▲